# Menù/Day by Day
Menù/Day by Day è il 28º 45 giri di Patty Pravo,pubblicato nel 1985 dalla CGD.

## Il disco
Con la pubblicazione di questo singolo, dagli esiti poco esaltanti, finì anche la permanenza di Patty Pravo all'interno della casa discografica CGD.
Alla stessa Patty Pravo, il brano, non piacque per nulla:

### Menù
Menù è una canzone scritta da Franco Migliacci e Bruno Zambrini.
Col brano, Patty Pravo partecipò al Festivalbar 1985.
Il brano non fu incluso in nessun album; ma solo in una ristampa dell'album Occulte persuasioni del 1990.

### Day by Day
Day by Day è stata scritta da Bruno Zambrini, Cesare De Natale e Franco Migliacci e coindice, per l'arrangiamento, col lato A del 45 giri, in inglese; anche se di durata superiore.
Il brano fu incluso nell'album Pigramente signora, pubblicato dalla CGD nel 1988.

## Tracce
45 Giri edizione italiana
Lato A
1. Menù - 4:07

Lato B
1. Day by Day - 4:27